# Gordan Giriček
Gordan Giriček (ur. 20 czerwca 1977 w Zagrzebiu) – chorwacki koszykarz, grający na pozycji rzucającego obrońcy, bądź niskiego skrzydłowego.

## Osiągnięcia
Na podstawie, o ile nie zaznaczono inaczej.
NBA
- Zaliczony do II składu debiutantów NBA (2003)[4]
- Uczestnik NBA Rookie Challenge (2003)
- Lider play-off NBA w skuteczności rzutów za 3 punkty (2007)[5]

Drużynowe
- Mistrz:
  - Turcji (2010)
  - Chorwacji (1994–2001)
- Wicemistrz Turcji (2009)
- Zdobywca pucharu:
  - Turcji (2010)
  - Chorwacji (1995, 1996, 1999, 2001)
- Finalista pucharu Chorwacji (1994, 1997, 2000)

Indywidualne
- MVP:
  - pucharu Chorwacji (2001)
  - meczu gwiazd ligi chorwackiej (1998)
- Uczestnik meczu gwiazd ligi chorwackiej (1998, 2000, 2001)
- Zwycięzca konkursu rzutów za 3 punkty podczas meczu gwiazd ligi chorwackiej (1998, 2000)
- Lider ligi tureckiej w skuteczności rzutów za 3 punkty (2009)

Reprezentacja
- Wicemistrz Europy U–18 (1994)
- Uczestnik:
  - mistrzostw Europy:
    - 1997 – 11. miejsce, 1999 – 11. miejsce, 2001 – 7. miejsce, 2003 – 11. miejsce, 2005 – 7. miejsce
    - U–22 (1998 – 9. miejsce)

  - mistrzostw świata U–19 (1995 – 4. miejsce)